# Pettus
Pettus és una concentració de població designada pel cens dels Estats Units a l'estat de Texas. Segons el cens del 2000 tenia 608 habitants.

## Demografia
Segons el cens del 2000, Pettus tenia 608 habitants, 223 habitatges, i 169 famílies. La densitat de població era de 40,5 habitants/km².
Dels 223 habitatges en un 35,9% hi vivien nens de menys de 18 anys, en un 56,5% hi vivien parelles casades, en un 14,8% dones solteres, i en un 24,2% no eren unitats familiars. En el 22% dels habitatges hi vivien persones soles el 10,8% de les quals corresponia a persones de 65 anys o més que vivien soles. El nombre mitjà de persones vivint en cada habitatge era de 2,73 i el nombre mitjà de persones que vivien en cada família era de 3,17.
Per edats la població es repartia de la següent manera: un 29,3% tenia menys de 18 anys, un 7,4% entre 18 i 24, un 22% entre 25 i 44, un 26,8% de 45 a 60 i un 14,5% 65 anys o més.
L'edat mediana era de 37 anys. Per cada 100 dones de 18 o més anys hi havia 90,3 homes.
La renda mediana per habitatge era de 28.500 $ i la renda mediana per família de 35.469 $. Els homes tenien una renda mediana de 23.750 $ mentre que les dones 19.464 $. La renda per capita de la població era de 12.486 $. Aproximadament l'11,8% de les famílies i el 16% de la població estaven per davall del llindar de pobresa.

## Poblacions més properes
El següent diagrama mostra les poblacions més properes.